# Перелік видань, не рекомендованих до ввезення в Україну
Перелік книжкових видань, зміст яких спрямований на ліквідацію незалежності України, пропаганду насильства, розпалювання міжетнічної, расової, релігійної ворожнечі, вчинення терористичних актів, посягання на права і свободи людини (Перелік видань, не рекомендованих до ввезення в Україну) — складено  Державним комітетом телебачення і радіомовлення України за результатами моніторингу сфери книгорозповсюдження, що ведеться з 2015 року.
Перелік включає друковану продукцію, зміст якої суперечить українському законодавству. 
Станом на 31 серпня 2021 до Переліку було внесено 267 видань, випущених  видавництвами.

## Експертна рада
Відповідно до статті  28-1  Закону України «Про видавничу справу» наказом Державного комітету телебачення і радіомовлення України від 27 січня 2017 №19 затверджений склад експертної ради Держкомтелерадіо з питань аналізу та оцінки видавничої продукції щодо віднесення її до такої, яка не дозволена до розповсюдження на території України. Станом на жовтень 2020 року  до експертної ради входили:
1. Червак Богдан Остапович — перший заступник Голови Держкомтелерадіо, голова експертної ради
2. Андрусяк Іван Михайлович — головний редактор видавництва «Фонтан казок», письменник, член Національної спілки письменників України, заступник голови експертної ради (за згодою)
3. Гастинщиков Валерій Германович — фахівець інформаційної сфери (за згодою)
4. Здоровило  Тарас Васильович — член Національної спілки журналістів України, кореспондент газети «Україна молода» (за згодою)
5. Кобинець Алла Володимирівна — доцент Інституту журналістики КНУ ім. Т.Г. Шевченка (за згодою)
6. Ковтун Алла Анатоліївна  — головний редактор видавництва «Успіх і кар'єра», член Національної спілки журналістів України (за згодою)
7. Матвієнко Олег Олександрович — голова громадської організації «Культурний спротив» (за згодою)
8. Машовець Костянтин Володимирович — координатор громадського руху «Інформаційний спротив» (за згодою)
9. Михед Павло Володимирович — доктор філологічних наук, професор, завідувач сектору слов'янських літератур Інституту літератури ім. Т.Г. Шевченка НАН України (за згодою)
10. Шевченко Сергій Володимирович — заслужений журналіст України, член правління Київської організації Національної спілки журналістів України (за згодою)